# Cimetière de Blandain
 (avril 2023).
Si vous disposez d'ouvrages ou d'articles de référence ou si vous connaissez des sites web de qualité traitant du thème abordé ici, merci de compléter l'article en donnant les références utiles à sa vérifiabilité et en les liant à la section « Notes et références ».
Le cimetière de Blandain est un cimetière communal situé dans le village belge de Blandain, ancienne commune fusionnée avec Tournai. Il est situé rue de la Souvenance, à 370 m au nord-est du centre du village (église Saint-Eleuthère). Il a un plan trapézoïdal et est partiellement entouré d'une haie et de dalles de béton. L'entrée se compose d'une double porte métallique entre des colonnes hexagonales en brique terminées par une sphère en pierre dure. Près de l'entrée se trouve une petite chapelle ouverte.

## Tombes militaires belges

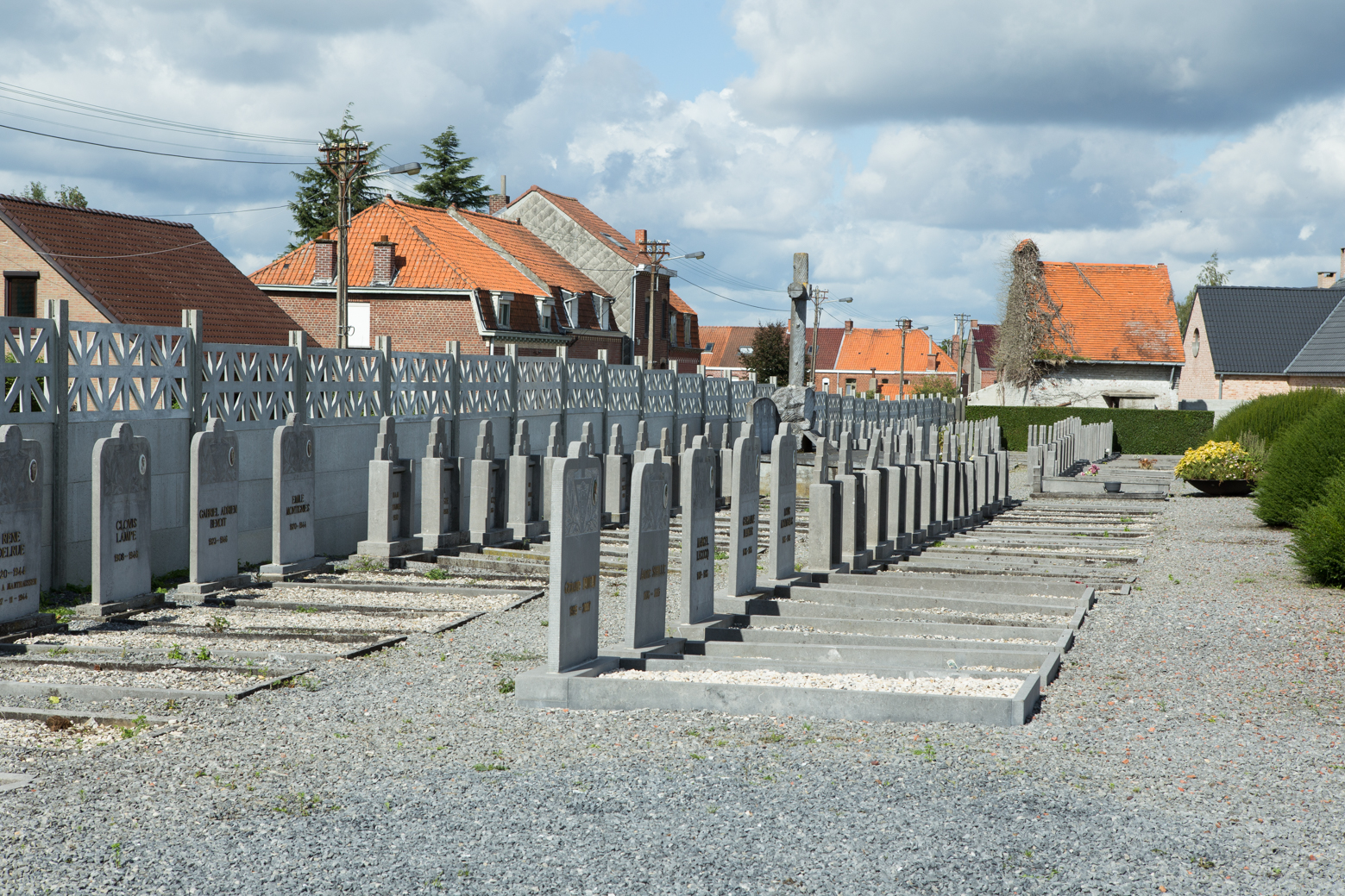
Tombes belges.

A gauche de l'entrée, côté rue, se trouvent les tombes de 114 anciens combattants et prisonniers de guerre belges des deux guerres mondiales. Entre les deux se trouve la fosse commune de six villageois tombés pendant la Première Guerre mondiale. Il y a aussi deux jeunes hommes qui sont morts en 1944 dans les camps de concentration de Neuengamme et de Mauthausen. Un monument érigé par les habitants de Blandain en l'honneur des déportés des deux guerres mondiales est aussi présent.

## Tombe du soldat britannique
Parmi les tombes se trouve celle du tireur britannique Elijah Bithell. Il était membre de la Royal Artillery et avait 27 ans lorsqu'il a été tué au combat le 20 mai 1940. Sa pierre tombale n'est pas la pierre tombale blanche habituelle propres aux tombes anglaises, mais la même que celle des militaires belges.